# Афонин, Ефим Лаврентьевич
Ефим Лаврентьевич Афонин (1871—1922) — революционер (партийное имя Ефим Батька), писатель. Депутат Московского Совета, заведующий издательским отделом Мосземотдела, член Центрального Совета Всероссийского союза крестьянских писателей. 

## Биография
Афонин родился в деревне Маслово Детчинского уезда Калужской губернии в бедной крестьянской семье. Подростком после окончания двух классов церковно-приходской школы был отдан «на выучку» к дяде-трактирщику в Николаев, но, сбежал. Работал книгоношей, самоварщиком в гостинице, десятником на стройках в Николаеве, на станциях Раздольная и Голта (ныне г. Первомайск).
В 1905 году начал активную революционную деятельность: участвовал в крестьянских «беспорядках» в Херсонской губернии, по заданию социал-демократической организации налаживал связи с Одесским Советом рабочих депутатов. После двух арестов в 1906 году за революционную пропаганду среди крестьян и рабочих и призывы к свержению самодержавия был выслан из Елизаветграда на три года в Тобольскую губернию.
После 1909 года работал техником на стройках Москвы, репортёром в газете «Копейка», учился на кооперативных курсах в университете А. Л. Шанявского. В 1910 году вступил в Суриковский литературно-музыкальный кружок, редактировал его журнал «Друг народа» (1915), в 1916 председатель Совета кружка о писателях-самоучках из крестьян. Сотрудничал в легальных изданиях: журналах «Родной гусляр», «Деревенская газета», газете «Доля бедняка» и др. С 1912 года писал корреспонденции в «Правду». Одна из основных тем Афонина-публициста ― пропаганда кооперации, как наиболее экономически выгодной и справедливой формы хозяйствования (в 1915 году статьи «Дом народа и кооперация», «Кооперативный народный дом», «Кооперация и сахарные кооператоры»); идеи народного дома как универсального культурного учреждения (крестьянский университет и крестьянский клуб) Афонин развивал и в послеоктябрьский период. Статьи были обращены к читателям из народа, отличались ясностью, доходчивостью изложения, разговорной интонацией. Писал под
псевдонимами Тихоныч, Калужанин, Е. А.
В 1917 году вступил в большевистскую партию. В дни Октября — комиссар Всехсвятско-Петровского подрайона, воевал с юнкерами.
После революции заведовал казначейством Бюро Совета районных дум, созданного вместо контрреволюционной городской думы, был членом исполкома Моссовета.
В годы гражданской войны — военный комиссар инженерного управления 3-й армии Восточного фронта, управляющий делами Временного Донского исполнительного комитета.
В конце 1919 года вернулся в Москву и стал ответственным редактором изданий Московского земельного отдела. Весной 1922 года по поручению Моссовета Афонин выехал в подшефную 51-ю Перекопскую дивизию, чтобы передать бойцам подарки московских рабочих. На обратном пути заболел сыпным тифом и умер.
Похоронен на Красной площади в Москве в Некрополе у Кремлёвской стены.

## Ссылка
- Под ред. Е. М. Жукова. Красная площадь // Советская историческая энциклопедия. — М.: Советская энциклопедия. — 1973—1982.